# Participantes da Primeira Guerra Mundial

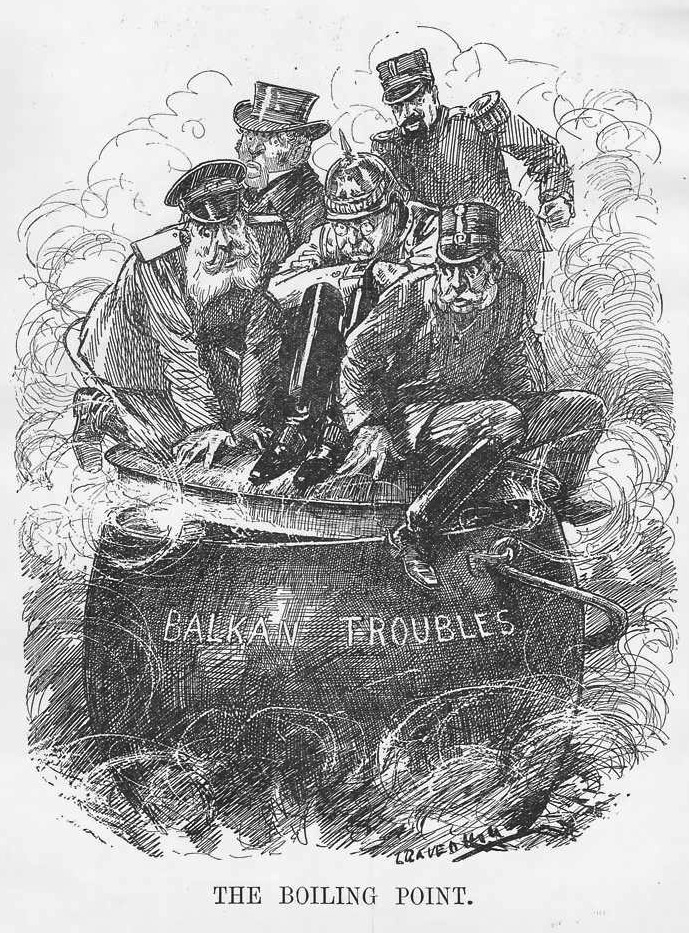
Os governantes da Alemanha, França, Rússia, Áustria-Hungria e do Reino Unido a tentar manter a tampa do caldeirão fervente das tensões imperialistas e nacionalista nos Balcãs para evitar uma guerra geral europeia. Eles foram bem sucedidos em 1912 e 1913, mas não tiveram sucesso em 1914.

A Primeira Guerra Mundial, conflito iniciado em julho de 1914 e terminado em novembro de 1918, envolveu principalmente países da Europa e da  Ásia.
A causa imediata da guerra foi a disputa entre o Império Austro-Húngaro e a Sérvia acerca das investigações  do atentado, ocorrido em Sarajevo, na  Bósnia e Herzegovina, no qual foram mortos o arquiduque Francisco Ferdinando, herdeiro do trono Austro-Húngaro, e sua esposa, Sofia.
A Bósnia e Herzegovina encontrava-se,  desde 1878, sob domínio da Áustria-Hungria, mas era ligada étnica e culturalmente ao reino independente da Sérvia, que almejava restabelecer as fronteiras do antigo Império Sérvio do século XIV. Já o arquiduque  pretendia reorganizar o Império Austro-Húngaro, federalizando o estado, e conter os ideais expansionistas da monarquia sérvia.
O atentado, planejado por militares sérvios, gerou uma crise entre a Áustria-Hungria e a Sérvia, culminando em 23 de julho de 1914, quando a  Áustria-Hungria envia à Sérvia um ultimato, fazendo várias exigências concernentes  às investigações sobre o atentado e à repressão de atividades antiaustríacas. Tais exigências feriam a soberania da Sérvia, que, no entanto, acatou-as, com exceção de uma: a de que autoridades austríacas fizessem investigações em território sérvio.  Essa recusa foi o casus belli. Em 28 de julho, os austro-húngaros declaram guerra à Sérvia  e, em 29 de julho, Belgrado, capital do Reino da Sérvia, é bombardeada. Imediatamente são acionadas as alianças de cada um dos contendores. O Império Alemão alinha-se ao lado do Império Austro-Húngaro, enquanto o Império Russo sai em  defesa da Sérvia. Começava assim  a Primeira Grande Guerra.

## Participantes
- Império Austro-Húngaro
- Império Alemão
- Império do Japão
- Império Otomano
- Reino da Bélgica
- Reino da Grécia (ingressou em 1917)
- Reino da Itália (ingressou em 1915)
- Reino da Romênia (ingressou em 1916)
- Reino da Sérvia
- Reino do Sião (ingressou em 1917)
- Reino Unido da Grã-Bretanha e Irlanda
- República da China (ingressou em 1917)  (envio de apoio logístico que gira em torno de 150 mil a 320 mil pessoas envolvidas)[4]

- República da Costa Rica (ingressou em 1918)
- República de Cuba (ingressou em 1917)
- República da Guatemala (ingressou em 1918)
- República da Libéria (ingressou em 1917)
- República da Nicarágua (ingressou em 1918)
- República do Haiti (ingressou em 1918)
- República do Panamá (ingressou em 1917)
- República Federativa do Brasil (ingressou em 1917)
- Reino da Bulgária (ingressou em 1915)
- Reino de Montenegro
- Estados Unidos da América (ingressou em 1917)
- República de Honduras (ingressou em 1918)

### As alianças
A Grande Guerra, como era conhecida antes da Segunda Guerra Mundial, foi travada entre dois grandes blocos: de um lado, a Tríplice Entente (Reino Unido,  França e  Império Russo) e, do outro, os Impérios Centrais, (Alemanha e Austro-Hungria). No  final da guerra, a Tríplice Entente sai vitoriosa, e as Potências Centrais foram derrotados e tiveram de pagar por todos os prejuízos da guerra, na chamada "Paz dos Vencedores". Na  Conferência de Paz de Paris, foi assinado o Tratado de Versalhes, que obrigou as nações derrotadas, principalmente a recém formada República de Weimar, a arcar pesadas indenizações,  o que provocaria uma séria crise econômica e  política interna.
| Os Participantes                                                                                           | Os Participantes   | Os Participantes                                                                     | Os Participantes                             | Os Participantes                            | Os Participantes                              |
| Nação | Lado               | Causas da participação                                                               | Começo da participação                       | Causas do fim da participação               | Fim de participação                           |
| --- | ------------------ | ------------------------------------------------------------------------------------ | -------------------------------------------- | ------------------------------------------- | --------------------------------------------- |
| Império Alemão                                                                                             | Potências Centrais | Aliança com a Áustria-Hungria                                                        | 1 de agosto de 1914                          | Queda da monarquia                          | 9 de novembro de 1918                         |
| República de Weimar                                                                                        | Potências Centrais | Aliança com a Áustria-Hungria                                                        | 9 de novembro de 1918                        | Rendição                                    | 11 de novembro de 1918                        |
| Bélgica | Tríplice Entente   | Obrigada pela Alemanha                                                               | 4 de agosto de 1914                          | Rendição                                    | 11 de novembro de 1918                        |
| Brasil | Tríplice Entente   | Torpedeamento de navios                                                              | 26 de outubro de 1917                        | ------------------------------------------- | 11 de novembro de 1918                        |
| Áustria-Hungria                                                                                            | Potências Centrais | Assassinato do arquiduque Francisco Ferdinando                                       | 28 de julho de 1914                          | Rendição                                    | 3 de novembro de 1918                         |
| Cuba | Tríplice Entente   | Aliança com os Estados Unidos da América                                             |                                              |                                             | 11 de novembro de 1918                        |
| Estados Unidos                                                                                             | Tríplice Entente   | Torpedeamento de navios                                                              | 6 de abril de 1917                           | ------------------------------------------- | 11 de novembro de 1918                        |
| França | Tríplice Entente   | Declaração de guerra                                                                 | 1 de agosto de 1914                          | ------------------------------------------- | 11 de novembro de 1918                        |
| Grécia | Tríplice Entente   | Atacada pela Bulgária e queda da Sérvia                                              | 2 de julho de 1917                           | ------------------------------------------- | 11 de novembro de 1918                        |
| Império Britânico                                                                                          | Tríplice Entente   | Invasão da Bélgica                                                                   | 4 de agosto de 1914                          | ------------------------------------------- | 11 de novembro de 1918                        |
| Império Turco-Otomano                                                                                      | Potências Centrais | Obrigado pela Alemanha                                                               | 29 de outubro de 1914                        | Rendição                                    | 30 de outubro de 1918                         |
| África do Sul                                                                                              | Tríplice Entente   | Colônia Britânica                                                                    | 4 de agosto de 1914                          | ------------------------------------------- | 11 de novembro de 1918                        |
| Itália | Tríplice Entente   | Ambição pelos territórios de Trentino, Tirol do Sul e pelo controlo do Mar Adríatico | 23 de maio de 1915                           | ------------------------------------------- | 11 de novembro de 1918                        |
| Japão | Tríplice Entente   | Aliança com o Império Britânico                                                      | 23 de agosto de 1914                         | ------------------------------------------- | 11 de novembro de 1918                        |
| Luxemburgo                                                                                                 | Tríplice Aliança   | Obrigada pela Alemanha                                                               | 2 de agosto de 1914                          | Rendição                                    | 3 de abril de 1914\|11 de novembro de 1918    |
| Portugal                                                                                                   | Tríplice Entente   | Declaração de guerra por parte da Alemanha                                           |                                              | ------------------------------------------- | 11 de novembro de 1918                        |
| Reino da Romênia                                                                                           | Tríplice Entente   | Ocupação da Transilvânia pela Áustria-Hungria                                        | 27 de agosto de 1916\|10 de novembro de 1918 | Rendição                                    | 9 de dezembro de 1917\|11 de novembro de 1918 |
| Reino da Sérvia                                                                                            | Tríplice Entente   | Declaração de guerra                                                                 | 28 de julho de 1914                          | Rendição                                    | 2 de dezembro de 1915                         |
| Rússia | Tríplice Entente   | Declaração de guerra                                                                 | 1 de agosto de 1914                          | Revolução de Outubro                        | 15 de dezembro de 1917                        |
| Bulgária                                                                                                   | Potências Centrais | Prometida (Pela Alemanha) antigos territórios                                        | 14 de outubro de 1915                        | Rendição                                    | 29 de setembro de 1918                        |
| Fonte: Países envolvidos na Primeira Guerra Mundial. Sua Pesquisa. Página visitada em 23 de março de 2016. |                    |                                                                                      |                                              |                                             |                                               |